# La Ceiba
La Ceiba je přístavní město v Hondurasu, kde žije přibližně 197 tisíc obyvatel. Nachází se 190 km severně od Tegucigalpy nedaleko ústí řeky Cangrejal a je označováno za východní hranici Honduraského zálivu. La Ceiba je čtvrtým největším městem v zemi a správním centrem departementu Atlántida. Nachází se v zóně tropického podnebí.
Město bylo založeno v roce 1877 a pojmenováno podle mohutného vlnovce, stalo se základnou ovocnářské společnosti Standard Fruit Company. Ve městě se nachází největší světový podnik na zpracování banánů. Dalšími místními produkty jsou ananasy, citrusy, kokosové ořechy, rýže a káva, významný je i rybolov, město má také pivovar, loděnici a dřevařský závod. Nachází se zde mezinárodní letieště Golosón. Pro turisty je La Ceiba branou do národního parku Pico Bonito a na souostroví Islas de la Bahía, v okolí se nachází pláže využívané k rekreaci. K atrakcím města patří velké entomologické muzeum. Každoročně koncem května se zde koná na počest patrona města svatého Isidora proslulá slavnost Gran Carnaval Internacional de La Ceiba. Pro svůj bohatý společenský život má La Ceiba přezdívku La Novia de Honduras (milenka Hondurasu).
La Ceiba je sídlem fotbalových klubů CDS Vida (mistr země 1982 a 1984) a CD Victoria (mistr země 1995).